# مزاج الصباح
مزاج الصباح (بالإنجليزية: Morning Mood)‏ هي مقطوعة موسيقية للملحن النرويجي إيدفارد جريج ألفها عام 1875 كموسيقي تصويرية لمسرحية بير جينت